# Theo Hernández
Theo Bernard François Hernández (Marselha, 6 de outubro de 1997) é um futebolista francês que atua como lateral-esquerdo. Atualmente joga pelo Al-Hilal e pela Seleção Francesa.
É irmão do também futebolista Lucas Hernández.

## Carreira

### Atlético de Madrid
Nascido em Marselha, Theo ingressou nas categorias de base do Atlético de Madrid em 2008, aos onze anos de idade. Renovou seu contrato com o clube no dia 4 de agosto de 2016, porém foi imediatamente emprestado ao Alavés para a temporada 2016–17.

### Alavés
Em 4 de agosto de 2016, o Alavés, então recém-promovido à Primeira Divisão, anunciou a contratação de Theo Hernández por empréstimo. O jogador estreou na segunda rodada do campeonato, em 28 de agosto, contra o Sporting Gijón. Marcou o primeiro gol de sua carreira no dia 7 de maio de 2017, na vitória por 1 a 0 sobre o Athletico Bilbao. Ele também balançou as redes no dia 27 de maio, marcando de falta na final da Copa do Rei, numa derrota por 3 a 1 para o Barcelona.
Hernández deixou a equipe azul e branca no final da temporada, onde no total disputou 38 jogos e marcou dois gols.

### Real Madrid
No dia 5 de julho de 2017, foi contratado pelo Real Madrid por cinco temporadas, por um valor aproximado de 26 milhões de euros. Realizou sua estreia no dia 16 de agosto, substituindo Marco Asensio na vitória por 2 a 0 sobre o Barcelona na Supercopa da Espanha daquele ano, que os brancos acabariam vencendo. Hernandez fez três aparições durante a edição 2017–18 da Liga dos Campeões da UEFA, ajudando a conquistar seu terceiro título consecutivo e o 13.º na competição. Ele fez sua primeira partida e sua estreia na La Liga em 9 de setembro de 2017, jogando toda a partida contra o Levante (1 a 1). Estreou na Liga dos Campeões no dia 1 de novembro, saindo do banco e entrando aos 81 minutos numa derrota por 3 a 1 contra o Tottenham.

### Real Sociedad
Foi emprestado a Real Sociedad para a temporada 2018–19. O lateral estreou pela nova equipe na primeira rodada da La Liga, numa vitória por 2 a 1 contra o Villarreal. Já na 5.ª rodada, foi suspenso por quatro jogos após dar uma cabeçada em Juanmi, jogador do Huesca. Marcou seu primeiro gol com a camisa rubro-negra na vitória por 3 a 1 fora de casa contra o Levante, em 9 de novembro.

### Milan

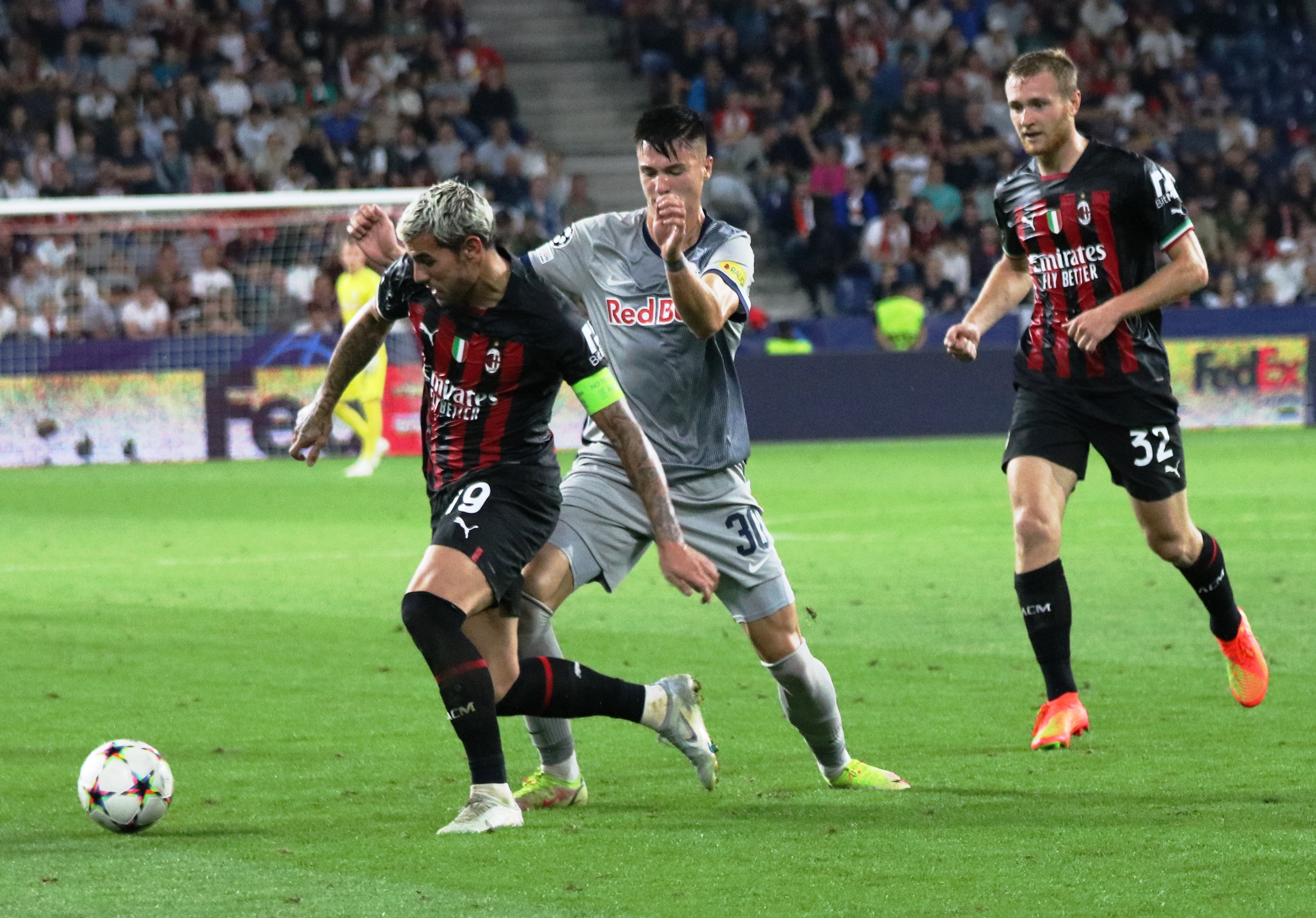
Hernández contra o RB Salzburg em 2022, pela Liga dos Campeões

No dia 6 de julho de 2019, foi anunciado pelo Milan por um valor estimado em 20 milhões de euros (cerca de 90 milhões de reais). Ele assinou por cinco temporadas. A estreia pelos rossoneri e na Serie A aconteceu no dia 21 de setembro seguinte, quando substituiu Ricardo Rodríguez na segunda parte da derrota por 2 a 0 no dérbi contra a Internazionale. Fez sua estreia como titular na partida seguinte, numa derrota por 2 a 1 fora de casa contra o Torino. Marcou seu primeiro gol com a camisa rossonera no dia 5 de outubro, numa vitória por 2 a 1 contra o Genoa.
Na primeira parte da temporada apresentou um excelente desempenho, afirmando-se como um dos melhores laterais da Serie A, com cinco gols que, em janeiro, lhe permitiram ser temporariamente o artilheiro da equipe. Ele fechou a temporada com sete gols no total, provando ser um dos melhores jogadores do time.
Encerrou sua segunda temporada com os rossoneri com 33 partidas, sete gols e cinco assistências na Serie A.
No ano seguinte, Theo se confirmou como uma das peças-chave do time, tanto no desempenho em campo quanto no vestiário. No dia 6 de janeiro de 2022, vestiu pela primeira vez a braçadeira de capitão do Milan, por ocasião numa partida vencida por 3 a 1 contra a Roma, válida pela 1.ª rodada da Serie A. O lateral fez parte do elenco que conquistou o Campeonato Italiano com o Milan, marcando cinco gols e dando seis assistências em 32 partidas, estando entre os protagonistas da temporada rossonera. Pela equipe italiana, Theo fez 262 partidas, marcou 34 gols e contribuiu com 45 assistências, em seis anos.

### Al-Hilal
Em 10 de julho de 2025, o Al-Hilal, da Arábia Saudita, anunciou a contratação de Theo Hernández. De acordo com o jornalista especializado em mercado de transferência Fabrizio Romano, o clube saudita desembolsou 25 milhões de euros (cerca de R$ 159 milhões) pela contratação do jogador.

## Seleção Nacional
Theo Hernández fez sua estreia na seleção principal no dia 7 de setembro de 2021, em partida classificatória para a Copa do Mundo de 2022 contra a Finlândia, que os franceses venceram por 2 a 0.
Um mês após a estreia pelos Bleus, Théo faz sua segunda partida internacional e, 7 de outubro de 2021, por ocasião da semifinal da Liga das Nações 2020-2021 contra a Bélgica . Ele começou o jogo ao lado de seu irmão Lucas, tornando-os os primeiros irmãos regulares na seleção francesa desde Jean e Lucien Laurent em 1932. Vencendo por 2 a 0 no intervalo, a França voltou a 2 a 2, então Théo Hernandez fez seu primeiro gol francês e deu a classificação aos Bleus aos 90 minutos com um chute cruzado na entrada da área.

### Copa do Mundo de 2022
Em novembro de 2022, o jogador foi convocado por Didier Deschamps para a Copa do Mundo FIFA. Theo Hernández chegou ao Catar como reserva de seu irmão mais velho, Lucas, contudo ganhou a posição após este sofrer uma lesão que o tirou da Copa do Mundo logo na estreia.
Desde a contusão do irmão, Theo correspondeu e virou um dos pontos fortes da seleção.  A partir daí, já como lateral-esquerdo na segunda partida, deu passe decisivo para Kylian Mbappé para o primeiro gol contra a Dinamarca. A partida termina com vitória por 2 a 1 e classificação direta da França para as oitavas de final da Copa do Mundo. Na semifinal contra o Marrocos, ele fez o primeiro gol aos 5 minutos (vitória por 2 a 0).
Na final a Argentina sabia que Theo era um dos pontos fortes do ataque francês, assim fez uma marcação muito específica, além do time francês estar jogando mal. Ele foi substituído no 2.º tempo e a França perdeu nas penalidades, mesmo assim Theo terminou como um dos melhores de sua posição no torneio.

## Vida pessoal
Seu pai, Jean-François Hernandez, também foi um futebolista. Atuou como zagueiro e também jogou pelo Atlético de Madrid. Seu irmão mais velho, Lucas Hernández, também joga como lateral-esquerdo e foi mais um que se desenvolveu no Atlético de Madrid.
Em 9 de janeiro de 2025, a modelo Luisa Kremleva foi condenada a seis meses de prisão por apresentar uma falsa denúncia de Assédio sexual contra Theo.

## Títulos
Real Madrid
- Supercopa da UEFA: 2017
- Supercopa da Espanha: 2017
- Copa do Mundo de Clubes da FIFA: 2017
- Liga dos Campeões da UEFA: 2017–18

Milan
- Serie A: 2021–22
- Supercopa da Itália: 2024

Seleção Francesa
- Liga das Nações da UEFA: 2020–21

### Prêmios individuais
- EA Sports: Time do Ano do FIFA 23[23]
- Time ideal Serie A: 2022–23[24]